# ホパノイド

ホパノイド化合物であるジプロプテン

ステロール化合物であるコレステロール

ホパノイド (Hopanoids) はトリテルペノイドの中で、ホパン骨格を持つ天然の五環式化合物である。最初に報告されたホパノイドはヒドロキシホパノンで、ナショナル・ギャラリーの2人の化学者が絵画のニスとして用いられるダンマル樹脂の研究中に単離したものである。ホパンという名は、この樹脂が得られるフタバガキ科のHopea属から取られた（属名は植物学者ジョン・ホープに由来する）。ホパノイドは一部の陸上植物や菌類などの真核生物からも見つかっているが、細菌により広く分布していることが現在では知られている。真核生物内では構造的に類似したステロイド（例えばコレステロール）の方が広く分布しており、ホパノイドの分布は限定的である。ホパノイドは地中で分解されにくいため、砂礫中や石油貯留層から様々な種類のものが発見されており、過去の地球の歴史においてバクテリアの存在およびその種類を示すバイオマーカーとして広く用いられている。古細菌からは発見されていない。

## 機能
シーケンシングが行われた細菌ゲノムの約10%には、ホパノイド合成酵素であるスクアレンホペンシクラーゼをコードすると推定される遺伝子が存在している。ホパノイドの生理機能についてはいまだ明確ではないものの、細胞膜中に存在し細胞を保護する役目を果たしていると推測されている。一部の生物では極限環境への適応を可能にしている。
ホパノイドは細菌の細胞膜において、脂質ラフトの形成のほか、細胞膜透過性・剛性・流動性など様々な性質を調整していると推定される。真核生物ではステロールが同等の機能を担っている。ホパノイドとステロールの機能の類似性は、細菌の細胞膜でよく見られるホパノイドであるジプロプテンと、動物の細胞膜に普遍的に存在するステロールであるコレステロールの構造の類似性に見ることができる。ホパノイドはステロールの欠乏を完全に補うことはできないようであるが、ステロール同様、膜を凝縮させ透過性を低下させる。また、一部のガンマプロテオバクテリアや、地衣類やコケ植物などの真核生物ではステロールとホパノイドの双方を産生することが示されており、両者はそれぞれ異なる機能を担っている可能性が示唆される。ホパノイドが細胞膜に詰め込まれる方法は、どのような官能基が付加されているかによって変化する。バクテリオホパンテトロール（bacteriohopanetetrol）は脂質二重層中で直立して存在していると推測されるが、ジプロプテンは内側と外側の層の間に局在し、膜を厚くして透過性を低下させていると推測される。
ジプロプテロールは、細菌の一般的な膜脂質であるリピドAと相互作用することで膜構造を整える。その方法は、真核生物の細胞膜でコレステロールとスフィンゴ脂質が相互作用する方法と類似している。ジプロプテロールとコレステロールは、スフィンゴミエリンの単分子層と糖鎖修飾されたリピドAの単分子層の双方において、凝縮を促進しゲル相の形成を阻害することが示されている。さらにジプロプテロールとコレステロールは、糖鎖修飾されたリピドA単分子層のpH依存的な相転移を防ぐ。膜を介した酸耐性におけるホパノイドの役割は、スクアレンホペンシクラーゼに変異を持つホパノイド欠損細菌の細胞膜では酸による生育阻害や細胞膜の形態異常が観察されることからもさらに支持される。
土壌細菌ストレプトマイセス属の空気中の菌糸では、細胞膜から空気中への水の損失を最小限にしていると考えられている。フランキア属細菌において窒素固定を行う diazovesicle という器官の膜の脂質二重層をより引き締め、酸素を透過しにくくすると考えられている。ブラディリゾビウム属では、リピドAに化学的に結合したホパノイドは膜の安定性と剛性を高め、ストレス耐性とクサネム属の植物内での生存を高める。シアノバクテリアNostoc punctiformeでは、アキネートと呼ばれる生存のための構造体の外膜に大量の2-メチルホパノイドが局在している。

## 生合成

### スクアレン合成
ホパノイドはC30テルペノイド（トリテルペノイド）である。生合成はC5イソペンテニル二リン酸（IPP）とC5ジメチルアリル二リン酸（DMAPP）から開始され、両者が結合してより長鎖のイソプレノイドが形成される。IPPおよびDMAPPの合成は、種に応じてメバロン酸経路と非メバロン酸経路のいずれかを介して進行する。真核生物では前者が一般的であるのに対し、細菌では後者がより一般的である。DMAPPは1分子のIPPと縮合してC10ゲラニル二リン酸（GPP）となり、さらに次のIPP分子と縮合してC15ファルネシル二リン酸（FPP）となる。スクアレン合成酵素が2つのファルネシル二リン酸分子の縮合を触媒し、NADPHが酸化されてC30スクアレンが合成される。細菌では３つの酵素（HpnCDE）がFPPからスクアレンの合成を触媒するが、真核生物では１つの酵素だけで同じ反応が完了する。

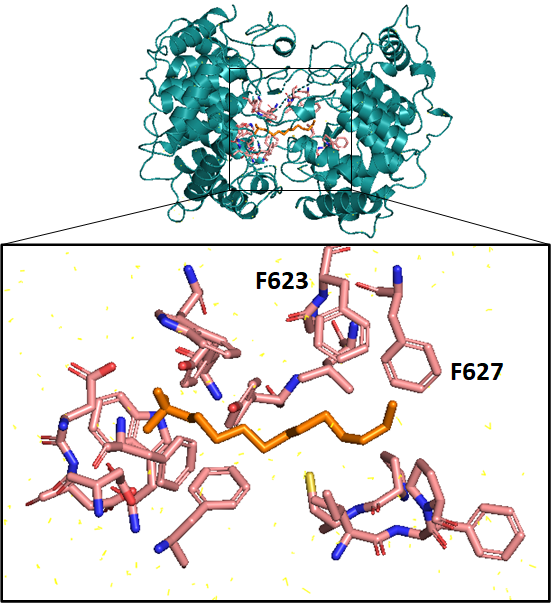
Methylococcus capsulatusのスクアレンホペンシクラーゼの活性部位。取り込まれた基質のスクアレンが金色で示されている。ホモ二量体のうちの単量体が示されている。

### 環化

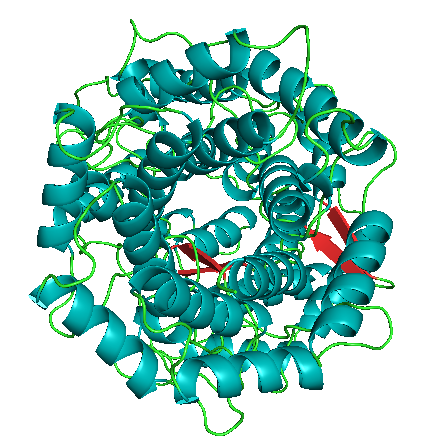
Methylococcus capsulatusのスクアレンホペンシクラーゼのαバレル構造

続いて、スクアレンホペンシクラーゼがスクアレンの精巧な環化反応を触媒する。スクアレンはエネルギー的に有利な全いす型の立体配座となり、5つの環、6つの共有結合、9つのキラル中心が1段階の反応で形成される。shc遺伝子にコードされるこの酵素は、テルペノイドの生合成を担う酵素に特徴的な2つのαバレルフォールドを持ち、細胞内ではモノトピック、すなわち細胞膜に埋め込まれているが貫通していない、ホモ二量体として存在する。In vitroでは、この酵素の基質特異性は低く、2,3-オキシドスクアレンの環化も行う。
活性部位の芳香族残基は、基質にエネルギー的に不利なカルボカチオンを形成するが、迅速な多環化反応によってクエンチされる。スクアレンの末端のアルケン結合を構成する電子がE環を閉じるためにホペニルカルボカチオンを攻撃した後の、環化反応の最後のサブステップでは、C-22カルボカチオンをクエンチする機構によって異なるホパノイド産物が形成される。水の求核攻撃によってジプロプテロールが形成される一方、近接する炭素の脱プロトン化によってホペン異性体のうちの1つ、多くの場合ジプロプテンが形成される。

### 官能基付加
環化反応の後、ホパノイドは同じオペロンのshc、hpnにコードされる他のホパノイド合成酵素による修飾を受ける。例えば、ラジカルSAMタンパク質HpnHはジプロプテンにアデノシル基を付加することでC35ホパノイドであるアデノシルホパンを形成し、さらに他のhpn遺伝子産物によってさらに修飾されてバクテリオホパンテトロール（BHT）が形成される。さらにグリコシルトランスフェラーゼHpnIによってBHTはN-アセチルグルコサミニル-BHTに変換される。続いて、ホパノイド生合成関連タンパク質HpnKがグルコサミニル-BHTへの脱アセチル化を媒介し、そしてラジカルSAMタンパク質HpnKによってシクリトールエーテルが作り出される。
C30ホパノイドとC35ホパノイドは、ラジカルSAMメチルトランスフェラーゼHpnPとHpnRによって、それぞれC-2位とC-3位がメチル化される。これらのメチル化されたホパノイド（２-および３-メチルホパノイド）は地質学的に安定であり、過去の生物史を復元するためのバイオマーカーとして広く利用されてきた。しかしゲノムデータの蓄積にともない、これらメチル化されたホパノイドが従来の予想以上に多くの生物種に分布していることが明らかとなり、現在ではその有用性に疑問が持たれている。
一部の細菌（アルファプロテオバクテリアなど）では、ジプロプテンから別の五環式トリテルペノイドであるテトラヒマノールが合成されるが、一部の真核生物（繊毛虫など）ではスクアレンから固有のシクラーゼによって、ジプポプテンを経由せず直接合成される。

## 古生物学への応用
天然の有機分子としては、地球上に最も豊富に存在する物質である可能性があり、その年代や起源によらずあらゆる堆積物中に出現する。DNAやタンパク質などの生体分子は続成作用の過程で分解されるが、多環脂質はその連結された安定な構造のため、地質学的なタイムスケールで環境中に存在し続ける。ホパノイドやステロールは堆積の過程で官能基が除去されホパンやステランに還元されるが、これらの飽和炭化水素は初期生命と地球の共進化の研究に有用なバイオマーカー（分子化石）である。
ロジャー・サモンズらは、オーストラリアのピルバラ地域にある27億年前の頁岩の中から、酸素発生型光合成細菌であるシアノバクテリア由来の2-α-メチルホパンを発見した。これらの頁岩に大量の2-α-メチルホパンが保存されていることは、少なくとも27億年前から酸素を生成する光合成が存在していた証拠として解釈され、これは24億年前から確認されている地球大気中の酸素の出現（大酸化イベント）に3億年も先行して酸素発生型代謝がすでに存在していたことを示唆する。しかし2-メチルホパンの酸素発生型光合成のバイオマーカーとしての完全性は、その後、シアノバクテリア以外の細菌、例えば光栄養生物であるRhodopseudomonas palustrisが無酸素環境下で2-メチルBHPを産生するという発見により弱まることとなった。さらに、すべてのシアノバクテリアがメチルホパノイドを生成するわけではないこと、メチルトランスフェラーゼHpnPをコードする遺伝子が光合成を行わないアルファプロテオバクテリアやアシドバクテリアにも存在していることを判明した結果、メチルホパンをシアノバクテリアおよび酸素発生型光合成のバイオマーカーとすることには疑問符が付けられることとなった。
さらにはピルバラクラトンの頁岩に含まれていたとされる２７億年前のバイオマーカーは、その後の詳細な分析により後世の汚染物質であると結論付けられ、否定された。現在認められている最古のトリテルペノイドは、オーストラリアの盆地で得られた16.4億年前の中原生代の（メチル）ホパンである。ただし、分子時計による解析では、ホパノイドと生合成回路が大部分共通しているステロールはすでに23億年前頃、大酸化イベントとほぼ同時期に出現していた可能性がある。そのため、合成に酸素を必要としないホパノイドはステロールよりもさらに早くから出現していた可能性がある。
ホパノイド合成酵素（スクアレンホペンシクラーゼ）は細菌に広く分布しているのに対し、ステロール合成酵素（オキシドクスアレンシクラーゼ）は真核生物および一部の細菌に限定される。オキシドスクワレンシクラーゼの基質（オキシドスクアレン）の生合成には酸素が必須であるため、オキシドスクアレンシクラーゼの出現は大酸化イベント以降と一般には考えられている。対してスクアレンホペンシクラーゼは分子系統解析の結果、大酸化イベント以前、細菌の進化の初期段階からすでに存在していた可能性が示唆されている。実際、ステロールと違いホパノイドの合成に酸素は必要とされない。そのため、ホパノイドは地球大気に酸素が出現する以前からステロールのように細胞膜の調整に利用されていた可能性がある。また、スクアレンホペンシクラーゼがスクアレンだけでなくオキシドスクアレンも環化する基質特異性の低さも、一部の科学者がオキシドスクアレンシクラーゼよりも進化的に先に生じていたと考える根拠となっている。ちなみに、スクアレンはスクアレンホペンシクラーゼに低エネルギーの全いす（chair-chair-chair-chair; CCCC）型立体配座で結合するが、オキシドスクアレンはより拘束されたchair-boat-chair (CBC)型立体配座でオキシドスクアレンシクラーゼに結合する。一つの説ではスクアレンホペンシクラーゼとオキシドスクアレンシクラーゼは、三環式マラバリカノイド（tricyclic malabaricanoid）または四環式ダンマリノイド（tetracyclic dammarinoid）を産生するシクラーゼの共通祖先から分岐したと考えている。

## 産業との関係
スクアレンホペンシクラーゼの脱プロトン活性の背後にあるエレガントな分子機構は、ドイツのシュトゥットガルト大学の化学技術者によって評価と応用がなされている。活性部位のエンジニアリングにより、ホパノイドを形成する酵素の能力は失われたが、モノテルペノイドであるゲラニオール、エポキシゲラニオール、シトロネラールの立体選択的な環化反応のブレンステッド酸触媒が可能となった。

## 農業との関係
植物共生微生物の環境抵抗性を高める生物肥料技術として、ホパノイドやホパノイド産生窒素固定生物の応用が提案され、特許が取得されている。

## 医療との関係
Methylobacterium extorquensにおけるジプロプテロールとリピドAの相互作用の研究から、多剤輸送がホパノイド依存的過程であることが発見された。多剤排出は膜貫通輸送タンパク質を介した薬剤耐性機構であるが、多剤排出が可能な野生株に由来するスクアレンホペンシクラーゼ変異体は、多剤輸送とホパノイド合成の双方の能力が失われていた。研究者らは、ホパノイドによって輸送タンパク質が直接制御されている可能性と、膜構造の変化によって間接的に輸送系が失われている可能性を示唆している。